# جامعة القلعة
جامعة القلعة (بالإسبانية: Universidad de Alcalá)‏ هي جامعة عامة تقع في إسبانيا إلى جهة الشرق من مدريد.
أُسِّسَت الجامعة عام 1499، ومن ثم نقلت إلى مدريد عام 1836.